# Wezuwian

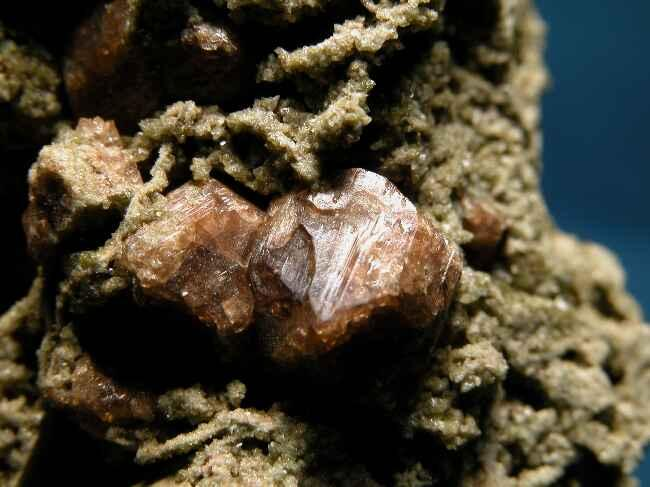
Powiększone zdjęcie kryształku wezuwianu

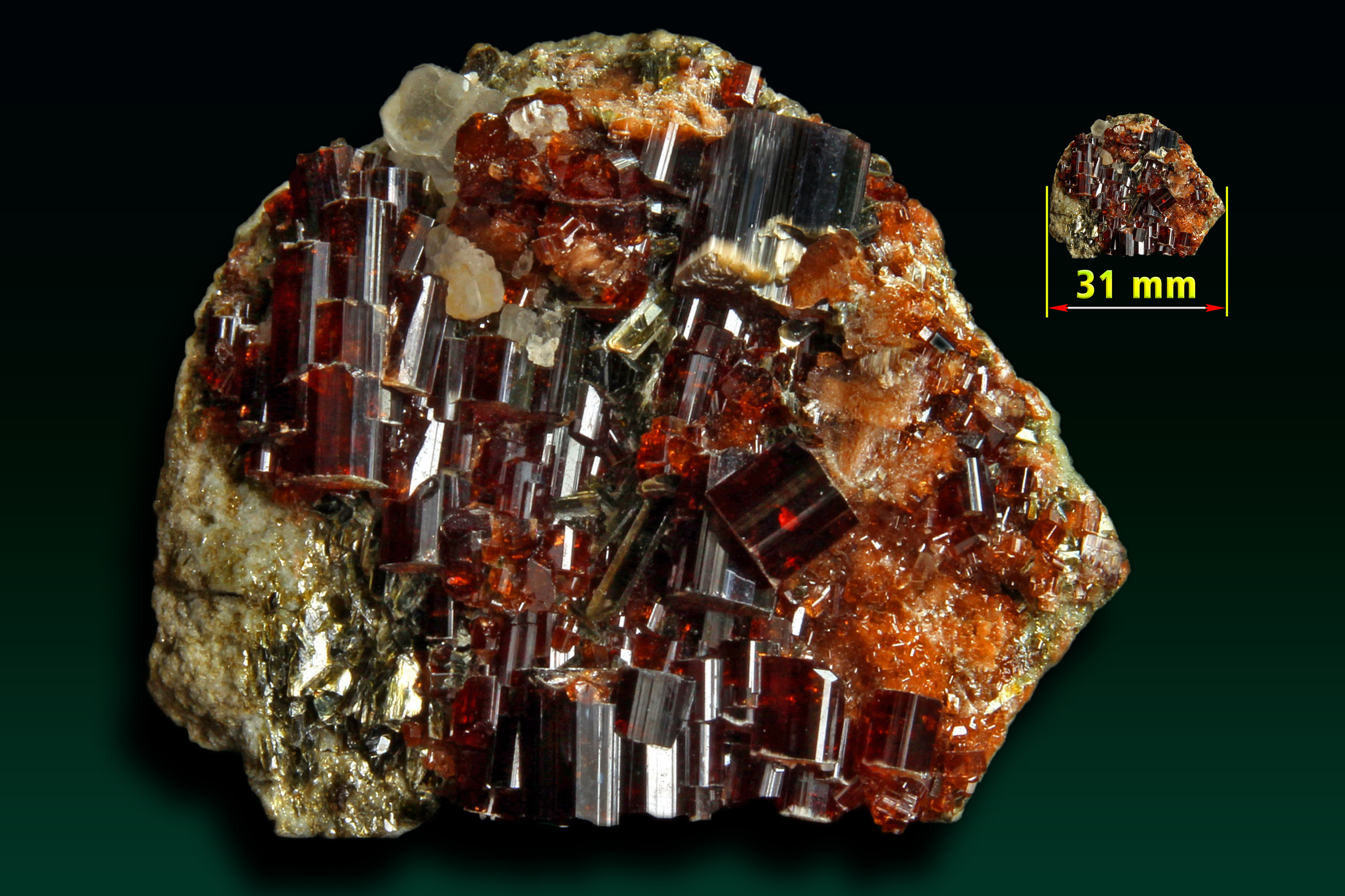
Wezuwian (Vesuvianite) - Alchuri, Shigar Valley, Gilgit-Baltistan, Pakistan.

Wezuwian (idokraz) – minerał z gromady krzemianów wyspowych, należy do minerałów szeroko rozpowszechnionych, występuje w bardzo wielu regionach Ziemi.
Nazwa pochodzi od Wezuwiusza, minerał odkryto bowiem w produktach erupcyjnych tego włoskiego wulkanu (A.G. Werner, 1795 r.).

## Właściwości
Często tworzy dobrze wykształcone kryształy słupkowe, tabliczkowe, wrosłe i narosłe. Ściany słupów wykazują niekiedy prążkowanie. Występuje w formie skupień ziarnistych, zbitych, promienistych, igiełkowych. Jest przeświecający, przezroczysty do nieprzezroczystego. Nierozpuszczalny w kwasach. 
Niektóre barwne odmiany mają swoje odrębne nazwy (mineralogiczne, gemmologiczne):
- wiluit – ciemnozielony, czarnozielony
- egeran – brązowy, często tworzy promieniste skupienia
- cypryn – jasnoniebieski
- ksantyt – żółty, żółtozielony, żółtobrązowy
- kalifornit – jasnozielony, tworzący zbite skupienia[5]

## Występowanie
Występuje głównie w skałach metamorficznych, najczęściej w marmurach i skarnach, żyłach typu alpejskiego, porwakach wulkanicznych, skałach zmienionych metasomatycznie (rodingity) a także w obrębie masywów serpentynowych, również skały wezuwianowo-grossularowe. Znaczne rzadziej w syenitach nefelinowych. Towarzyszą mu grossular, andradyt, epidot, zoisyt, klinochlor, kalcyt wollastonit, diopsyd i forsteryt. 
Miejsca występowania na świecie: USA – Kalifornia, Oregon, Arkansas, Montana, Pensylwania; Meksyk, Brazylia, Kenia, Pakistan, Rosja, Norwegia, Szwajcaria, Rumunia, Czechy, Austria, Niemcy, Australia, Chiny, Włochy.
W Polsce stwierdzony w okolicach Strzegomia i Strzelina, na Pogórzu Kaczawskim, w Górach Izerskich i Rudawach Janowickich. 

## Zastosowanie
- ma znaczenie naukowe i kolekcjonerskie[1].
- niektóre odmiany (kalifornit) bywają stosowane w jubilerstwie (kamień półszlachetny) do wyrobu biżuterii (kaboszony, paciorki). Kryształy jubilerskie pochodzą z Brazylii, Kanady, Meksyku.
- kamień szlachetny[1].